# ماری وترووسکا
ماری وترووسکا (به انگلیسی: Marie Větrovská) ژیمناست زادهٔ ۲۶ ژوئن ۱۹۱۲ میلادی اهل کشور چکسلواکی است.